# Końcówka przewodu hamulcowego
Końcówka przewodu hamulcowego (ang. brake line fitting) – rodzaj śruby lub nakrętki z otworem przelotowym wzdłuż ich wysokości. Przez otwór zostaje wprowadzona rurka miedziana na przewody hamulcowe (alternatywnie stalowa lub miedziano-niklowa) i następnie spęczniana w sposób odpowiedni dla danego zastosowania. Końcówki wykonane są najczęściej ze stali gatunkowej i poddawane cynkowaniu w celu zabezpieczenia ich przed korozją.

## Rodzaje końcówek przewodów hamulcowych
Klasyfikację końcówek przewodów hamulcowych można podzielić pod kątem parametrów technicznych i konstrukcyjnych.  W rezultacie można przyjąć podział:
- ze względu na rodzaj gwintu:

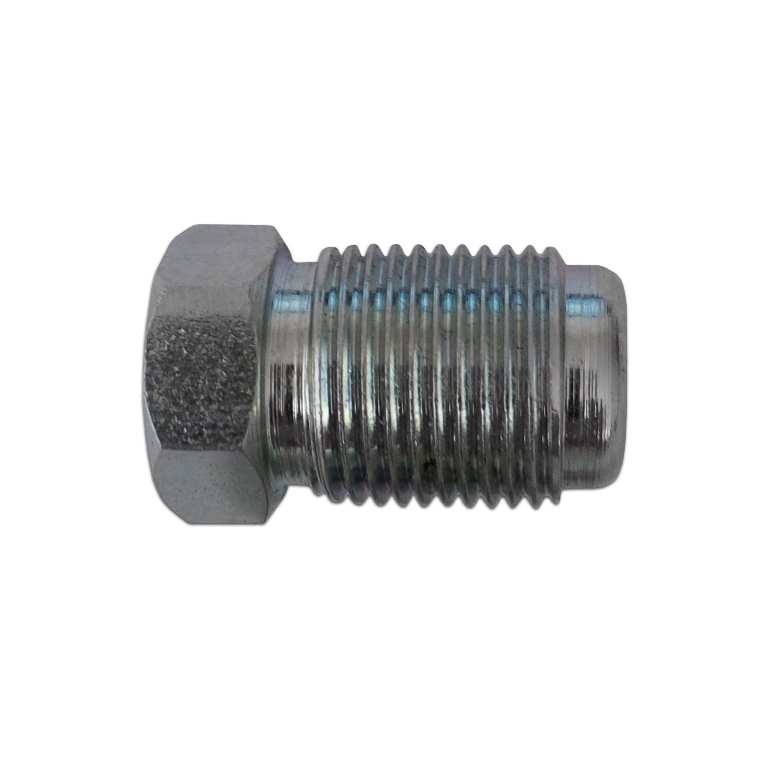
Końcówka przewodu hamulcowego z gwintem zewnętrznym

  - końcówki z gwintem metrycznym[3], np. M10x1, M10x1,25, M12x1
  - końcówki z gwintem calowym, np. 3/8”x24, 7/16”x20, 7/16”x24
  - końcówki z gwintem wewnętrznym
  - końcówki z gwintem zewnętrznym
- ze względu na rodzaj zakończenia przewodu hamulcowego:[4]
  - końcówki do spęczeń standardowych typu grzybek, stosowane w większości samochodów europejskich
  - końcówki do spęczeń niestandardowych typu lejek, stosowane w samochodach azjatyckich